# Берні Ульоа Морера
Берні Улльоа Морера (ісп. Berny Ulloa Morera, 5 серпня 1950, Сан-Хосе) — костариканський футбольний арбітр. Арбітр ФІФА у 1985—1993 роках.

## Кар'єра
1985 року отримав статус арбітра ФІФА. 
Як головний арбітр працював на молодіжному чемпіонаті світу 1985 року в СРСР, де відсудив дві гри, в тому числі один матч чвертьфіналу, а через два роки і на юнацькому чемпіонаті світу 1987 року у Канаді, де він провів три гри, в тому числі знову один чвертьфінал.
Судив відбіркові матчі в зонах КОНКАКАФ та КОНМЕБОЛ на чемпіонат світу 1986 року. У фінальній частині турніру як головний арбітр відсудив лише один матч групового етапу між Аргентиною та Болгарією (2:0) і здебільшого був боковим арбітром, відпрацювавши у цьому статусі у трьох матчах групового етапу та одному чвертьфіналі, а також у фінальній грі, де зустрілись Аргентина та ФРН (3:2). Надалі працював у відборах до чемпіонатів світу 1990 та 1994 років, але у фінальних турнірах участі не брав.
Останнім міжнародним турніром для Берні став Золотий кубок КОНКАКАФ 1993 року, де він відсудив одну гру групового етапу. У тому ж 1993 році завершив суддівську кар'єру.